# De Drie Hamers

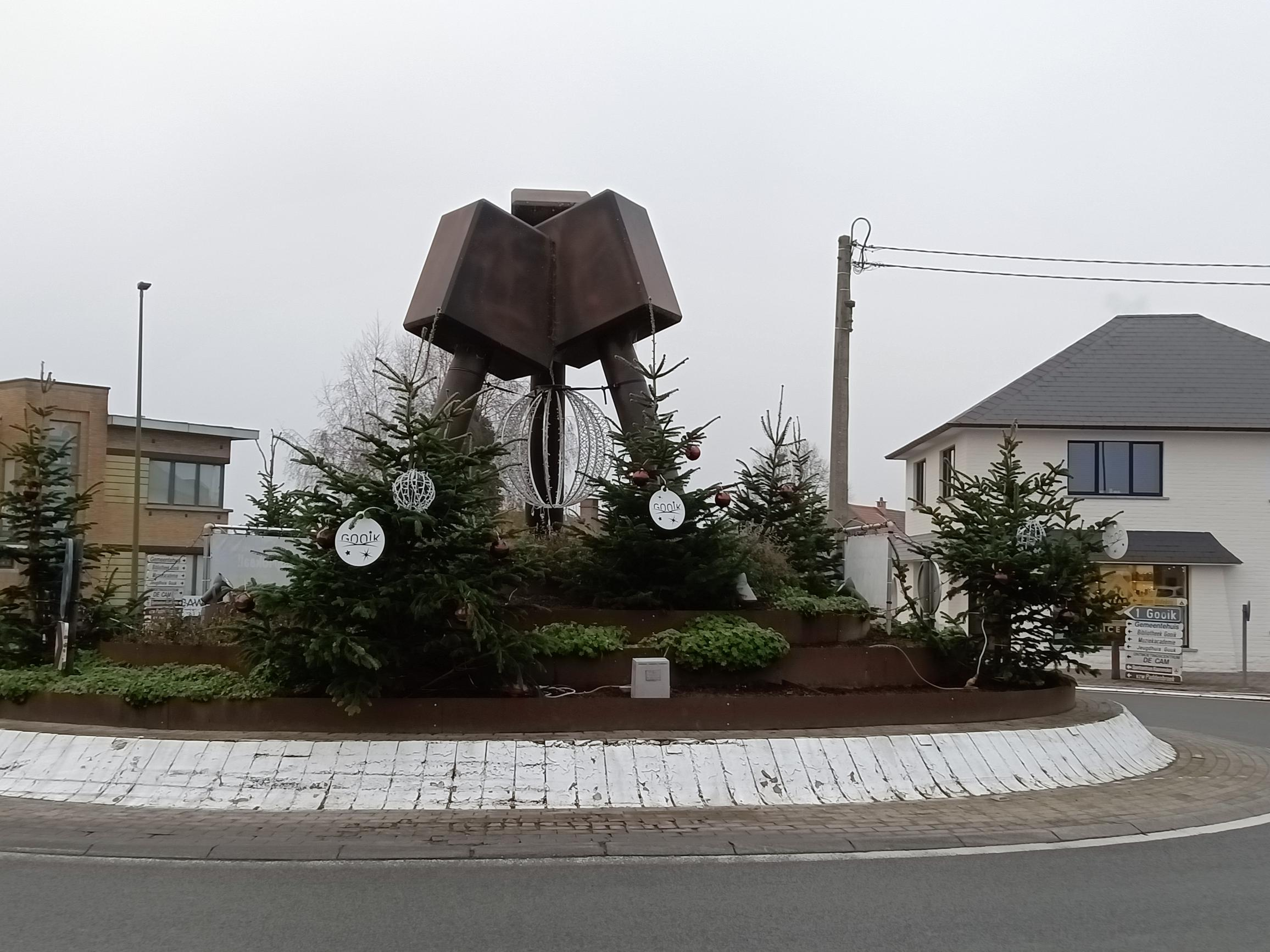
Monument drie hamers

De Drie Hamers is een monument in Gooik in Vlaams-Brabant. Het is ontworpen door Luc de Maeyer en in 2004 onthuld.

## Symbool

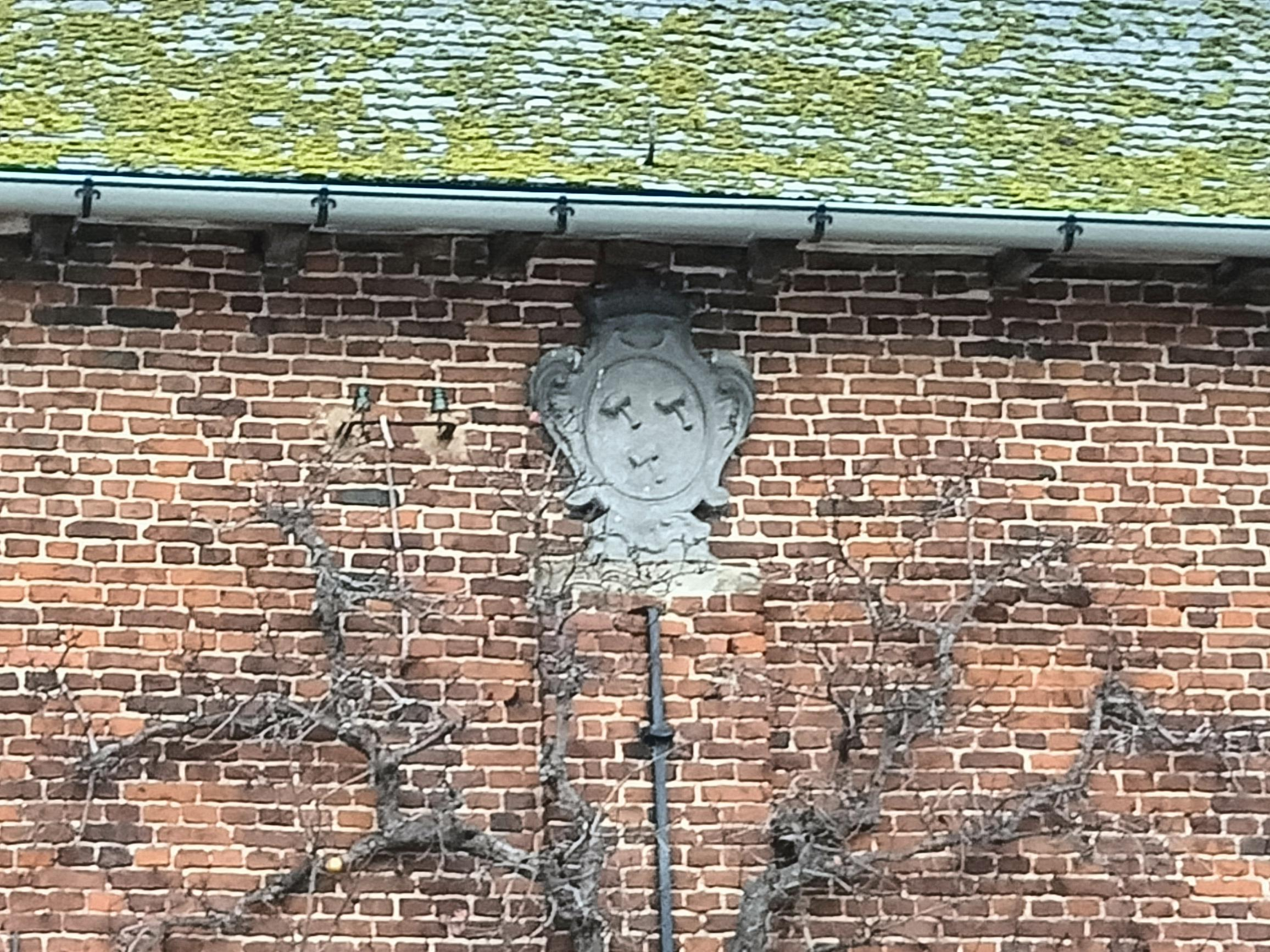
Wapenschild De Cam

De drie hamers zijn het officiële symbool van Gooik. Het schild is op meerdere plaatsen terug te vinden, bijvoorbeeld in de Sint-Niklaaskerk en aan de ingangspoort van het huidige Gemeenschapscentrum De Cam. De Cam was vroeger een brouwerij en was eigendom van de families de Gottignies.  'Kam' is in feite een oud Brabants woord voor 'brouwerij'. In Gooik was die kam eveneens een boerderij, afspanning maar ook een café. Het wapenschild is ook terug te vinden op documenten zoals op de kaft van het trouwboekje, op de werkvoertuigen van de gemeente en op het embleem van de Gooikse politie.
Het wapenschild staat sinds 1989 centraal tijdens de halfoogstfeesten, die jaarlijks doorgaan op 15 augustus. Tijdens dit evenement heeft er een pareltjesworp plaats. De benaming komt naar analogie van Gooik, parel van het Pajottenland. Tijdens deze pareltjesworp gooit een bekende Vlaming parels. Tussen de vele chocolade pareltjes zit een gouden (18 karaat) hamertje verscholen. Tot 2005 had de pareltjesworp de naam 'hamertjesworp'. De toenmalige burgemeester Michel Doomst wou niet langer beroep doen op de bakker die een patent had op de confiserienaam “Gooiks hamertje” omdat de vraagprijs te hoog was om het patent over te nemen.

## Het monument
Het monument is ontworpen door Luc de Maeyer en uitgewerkt door de firma Stalpaert. Het monument is ongeveer vier ton zwaar en vier à vijf meter hoog. De vervaardiging en plaatsing van het beeld kostte de gemeente 25.000 euro. Delhaize Gooik, Century 21 (Dilbeek-Kester-Ternat), de firma Stalpaert en Sanitair Van Loo sponsorden het beeld.

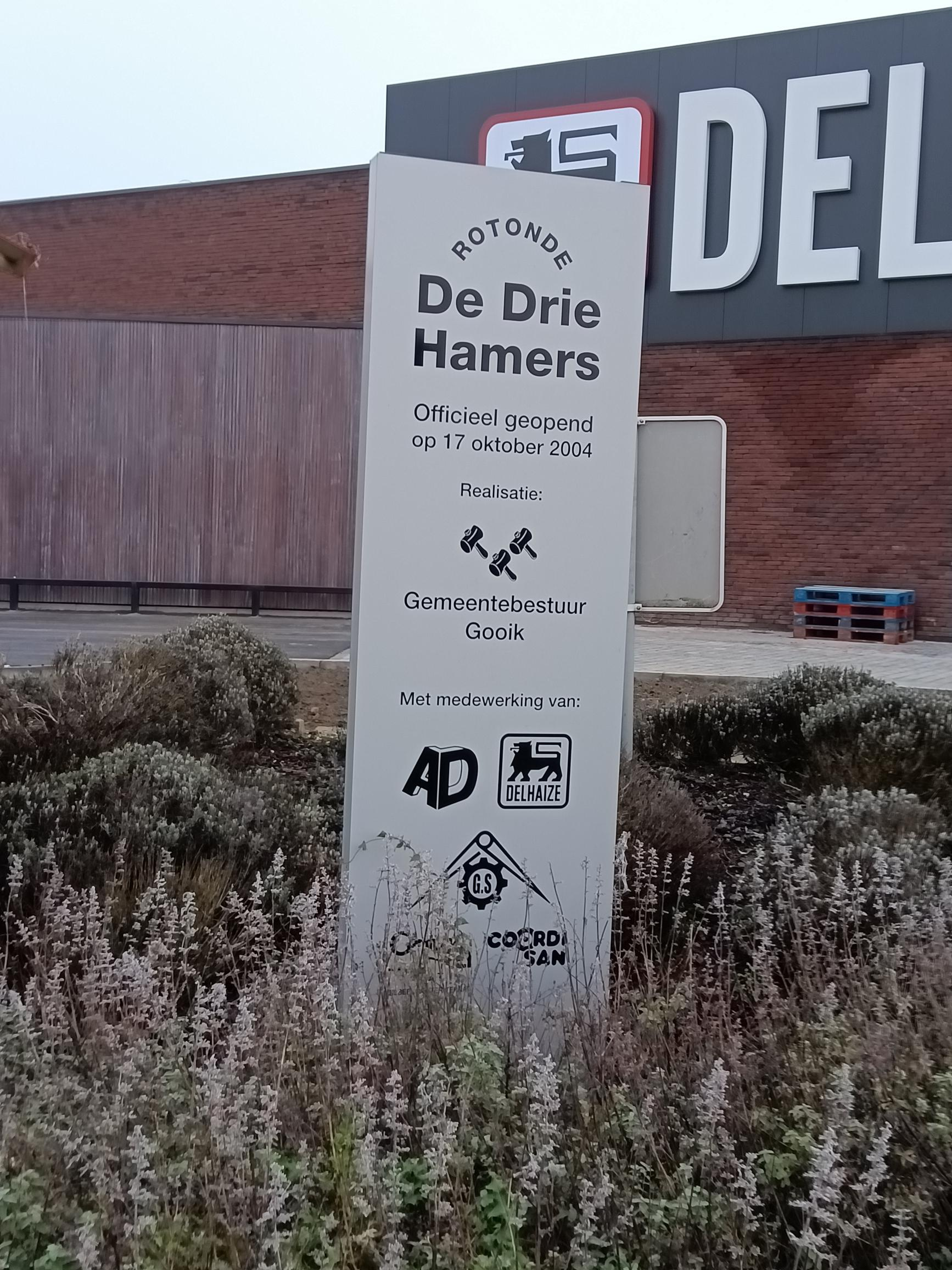
Bord met uitleg over de inhuldiging

## Inhuldiging
Het monument werd geplaatst op 17 oktober 2004. Na deze plaatsing was er voor de Gooikse inwoners een officiële huldiging. Er waren ongeveer 500 Gooikenaars aanwezig, ondanks het regenachtige weer. Er was een stoet van een huifkar, een oude paardentram, het majorettenkorps De Crescendo's en de Koninklijke Harmonie De Vrede om het beeld vanuit Leerbeek de Statie binnen te rijden. Het publiek werd toegesproken door iemand die de vertolking van Lancelot De Gottignies, de eigenaar van het wapenschild, op zich nam. Tijdens de inhuldiging werd het nieuwe hamertjeslied gezongen in het Gooikse dialect door Jos Huwaert en zijn muzikanten.

## Galerij

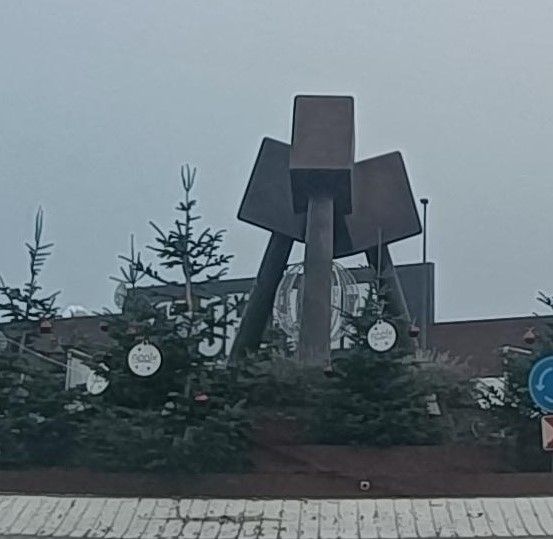
Drie hamers
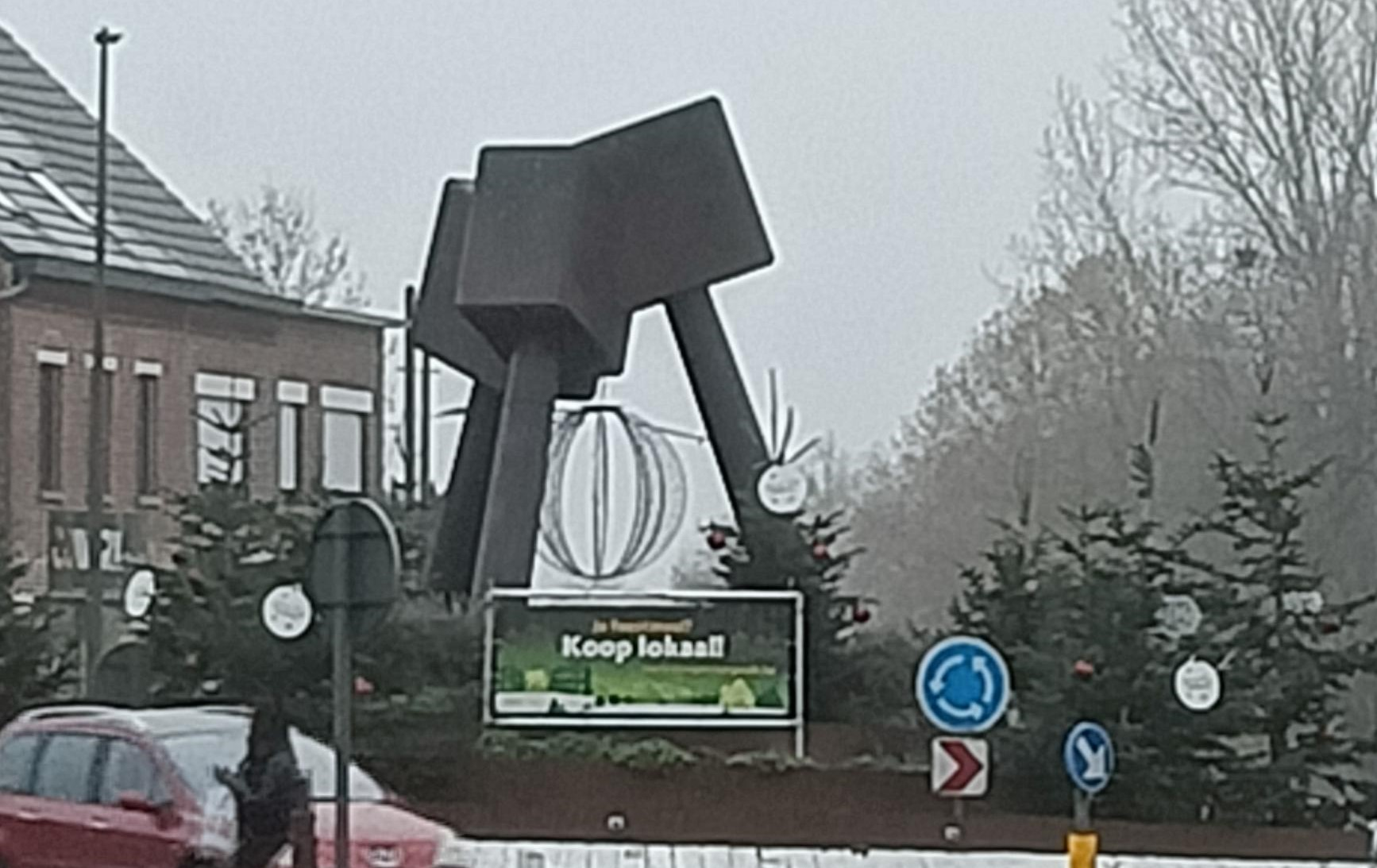
Drie hamers
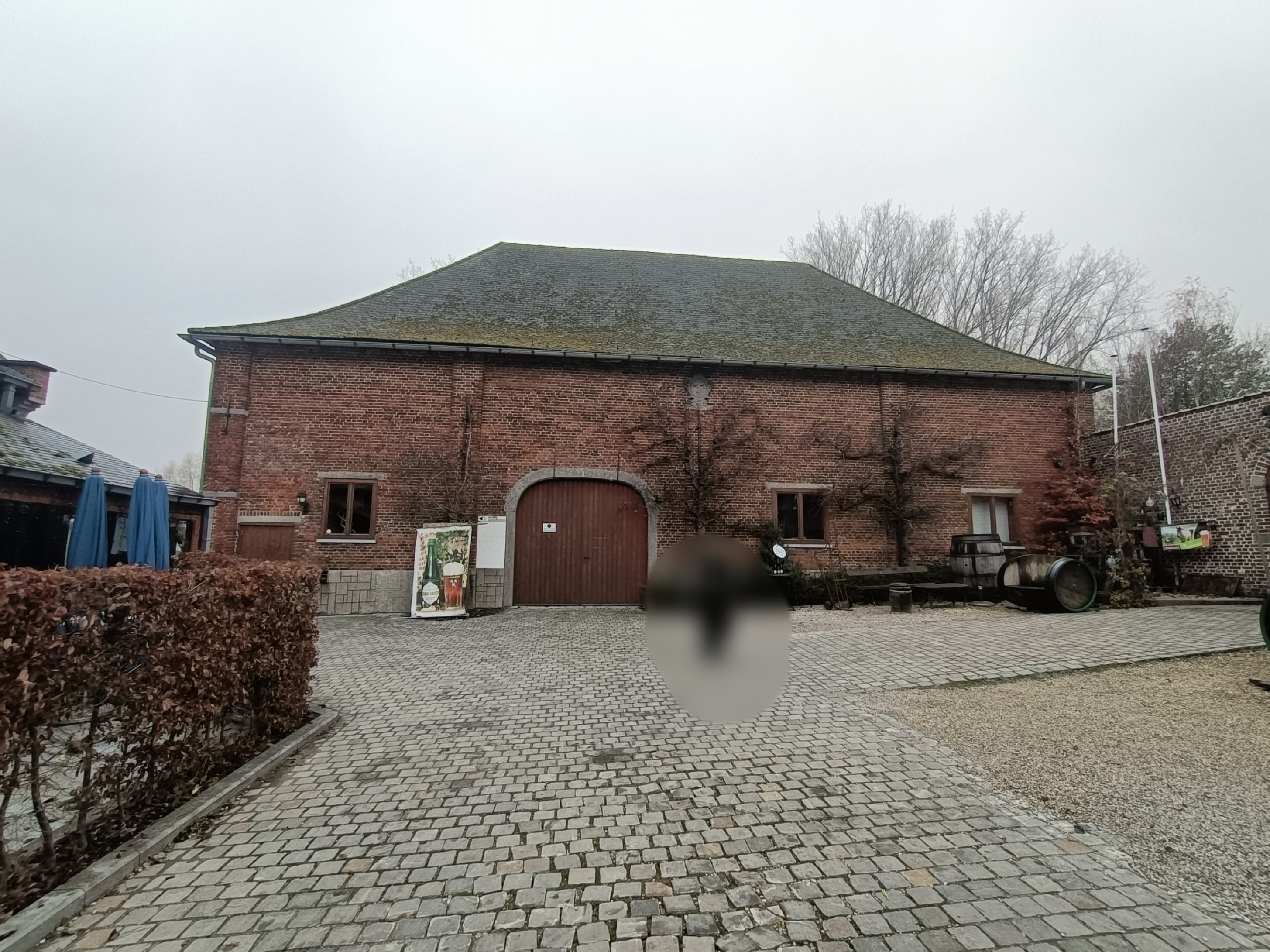
Schuur de Cam waar het wapenschild in verwerkt is